# گروسوالشتادت
گروسوالشتادت (به آلمانی: Großwallstadt) یک شهر در آلمان است که در Miltenberg واقع شده‌است.